# Hydriomena promulgata
Hydriomena promulgata är en fjärilsart som beskrevs av Rudolf Püngeler 1909. Hydriomena promulgata ingår i släktet Hydriomena och familjen mätare. Inga underarter finns listade i Catalogue of Life.